# Île d’If
Die Île d’If (okzitanisch Illon d'It) ist eine 3,3 ha große, unbewohnte Insel im Mittelmeer vor der französischen Hafenstadt Marseille.

## Geografie
Das Kalkriff ist mit etwa 280 m Länge und mit bis zu 160 m Breite eine der kleineren Frioul-Inseln. Sie ist der größeren Nachbarinsel Ratonneau etwa 450 m, dem Festland von Marseille rund 1,5 km vorgelagert. Administrativ gehört das gesamte Archipel dem 7. Arrondissement von Marseille an.

## Tourismus
Die Île d’If ist Teil der Natura 2000 und liegt im Nationalpark Calanques. Sie wird von dem Château d’If, einer Festungsanlage aus dem 16. Jahrhundert, beherrscht. Bekannt wurde der Ort als berüchtigte Gefängnisinsel durch den Roman Der Graf von Monte Cristo von Alexandre Dumas. Seit 1890 ist die Insel der Öffentlichkeit zugänglich. Heute verkehren Fähren zwischen dem Alten Hafen und den Inseln mit Halt an der Anlegestelle am Château d’If. Etwa 100.000 Besucher erreichen die Insel auf diese Weise pro Jahr.